# Выученная беспомощность
Вы́ученная беспо́мощность (англ. learned helplessness), также приобретённая или зау́ченная беспомощность — устаревшая концепция в психологии, описывающая психическое состояние, при котором живое существо не ощущает связи между своими действиями и их результатами. Феномен был сформулирован американскими психологами Мартином Селигманом и Стивеном Майером в 1967 году в результате изучения поведения собак.
В состоянии выученной беспомощности индивид, испытывающий неудобства, боль и тому подобные негативные факторы, не предпринимает попыток к улучшению своего положения, хотя имеет такую возможность. Это состояние возникает после серии неудачных попыток воздействовать на отрицательные обстоятельства среды или избежать их, для него характерны пассивность, отказ от активных действий, нежелание менять враждебную среду или избегать её, даже когда появляется такая возможность. У людей выученная беспомощность сопровождается потерей чувства свободы и контроля, неверием в возможность изменений и в собственные силы, подавленностью воли и депрессией вплоть до наступления смерти.
В 2000-х годах Майер обнаружил ошибку в интерпретации исходных экспериментов, после чего авторы концепции пришли к противоположному выводу, который опубликовали в 2016 году: животные (в том числе люди) рождаются беспомощными, а в процессе обучения приобретают понимание возможности изменений и уверенность в собственных силах. В их экспериментах испытуемые учились контролю или его отсутствию.

## Концепция
В результате экспериментов на животных группа Селигмана пришла к выводу, что в условиях невозможности контролировать воздействие на себя причиняющих боль и прочих негативных факторов индивиды при появлении возможности исключить такие воздействия приобретают нежелание что-либо делать. В дальнейшем эффект был ими подтверждён и для людей, но уже без причинения боли испытуемым (в экспериментах использовались раздражающие звуки). Такое приобретённое поведение исследователи назвали «выученной беспомощностью».
В дальнейшем Селигман искал способы избежать или выйти из состояния выученной беспомощности и сформулировал концепцию «выученного оптимизма», которому можно научиться сознательно, в отличие от «выученного пессимизма» как аналога выученной беспомощности.
По мнению психолога ВШЭ Дмитрия Леонтьева, выдвинутому несмотря на пересмотр данной концепции самими её авторами, в рамках социологии выученная беспомощность может формироваться в масштабах государств, например, в СССР социалистический строй на протяжении 70 лет государственного распределения экономических благ разрывал у предприимчивых людей связь между усилиями и их результатами (прибылью), демотивировал потенциальных предпринимателей создавать и производить небезвозмездно, и таким образом стимулировал у таких людей выученную беспомощность.
Со времён открытия исходного феномена биологический механизм его работы был хорошо изучен: пассивность является базовым, естественным состоянием для животных из-за серотониновой активности ядра дорсального шва, и она может быть преодолена активностью медиальной префронтальной коры.
В результате авторы пересмотрели свою теорию и пришли к выводу, что причинно-следственная связь — обратная: прошлые события способствуют не потере, а обретению ощущения контроля над событиями, которого по умолчанию у животных нет из-за долговременной угнетающей стимуляции в мозгу.

## История

### Предпосылки
В психологической науке в 1950—1960-е годы изменилась парадигма, учёные обратили внимание на когнитивные функции людей и стали связывать познавательные процессы с обработкой информации и саморегуляцией. Превалировавшее до тех пор мнение о мотивации как следствии желаний и импульсов оказалось чересчур упрощённым, в психологии мотивации исследователи обратили внимание на оценку субъектами шансов достичь желаемого, от чего в их понимании зависит достижимость искомого, готов ли субъект вкладываться в достижение результата и подобные аспекты мотивации. Тогда были введены в научный оборот понятия «локус контроля» и «каузальная атрибуция».
В 1960—1970-е годы самым частым диагнозом в психических расстройствах была депрессия, и Мартин Селигман с коллегами пытались выяснить её причины.

### Исследования
В 1964 году Мартин Селигман и Стивен Майер участвовали в серии экспериментов над собаками в психологической лаборатории Пенсильванского университета.
Эксперименты ставились по схеме классического обуславливания И. П. Павлова, часть их состояла в том, чтобы сформировать у собак условный рефлекс страха на звук высокого тона. В качестве негативного подкрепления использовался несильный, но чувствительный удар электрического тока, который собаки, сидя в клетках, испытывали после того, как слышали звук.
После нескольких стимуляций клетки открыли, чтобы проверить, начали ли собаки бояться звука. Экспериментаторы ожидали, что в силу сформированного рефлекса страха собаки будут убегать, заслышав высокий звук, чтобы избежать удара током. Впрочем, вопреки ожиданиям, собаки не убегали. Они ложились на пол и скулили, но не совершали никаких попыток убежать, хотя при открытых ящиках это было несложно. Результат никак не согласовался с господствовавшим в то время в психологии бихевиоризмом.
Наблюдая неожиданные результаты эксперимента, Мартин Селигман предположил, что, возможно, собаки не пытаются избежать удара током не из-за отсутствия страха — по их поведению было очевидно, что они ожидают удара — а потому, что в ходе эксперимента они несколько раз попытались избежать его, но поскольку это не получилось, они привыкли к его неизбежности. Иначе говоря, собаки «научились беспомощности».

### Эксперимент
Селигман решил самостоятельно проверить своё предположение и в 1967 году вновь использовал схему Павлова для экспериментального изучения природы беспомощности. Вместе с коллегой Стивеном Майером он разработал похожую схему эксперимента с ударом током, но уже с участием трёх групп собак.
Первой группе предоставлялась возможность избежать болевого воздействия: нажав носом на специальную панель, собака этой группы могла отключить питание системы, вызывающей удар. Таким образом, она была в состоянии контролировать ситуацию, её реакция имела значение.
У второй группы отключение шокового устройства зависело от действий первой группы. Эти собаки получали тот же удар, что и собаки первой группы, но их собственная реакция не влияла на результат. Болевое воздействие на собаку второй группы прекращалось только тогда, когда на отключающую панель нажимала связанная с ней собака первой группы.
Третья группа собак (контрольная) удара вообще не получала.
В течение некоторого времени две экспериментальные группы собак подвергались действию электрошока равной интенсивности в равной степени, и в течение одинакового времени. Единственное различие состояло в том, что одни из них могли легко прекратить неприятное воздействие, а другие успевали убедиться в том, что не могут повлиять на неприятности.
После этого все три группы собак были помещены в ящик с перегородкой, через которую любая из них могла легко перепрыгнуть, и таким образом избавиться от электрошока.
Именно так и поступали собаки из группы, имевшей возможность контролировать удар. Легко перепрыгивали барьер собаки контрольной группы. Тем не менее собаки с опытом неконтролируемости неприятностей метались по ящику, а затем ложились на дно и, поскуливая, переносили удары током всё большей и большей силы.
Селигман и Майер сделали вывод о том, что беспомощность вызывают не сами по себе неприятные события, а опыт неконтролируемости этих событий. Живое существо становится беспомощным, если оно привыкает к тому, что от его активных действий ничего не зависит, неприятности происходят сами по себе и на их возникновение влиять никак нельзя. Первые эксперименты Мартина Селигмана получили широкую известность, были опубликованы солидными психологическими журналами.
В 1976 году Селигман получил за свою теорию выученной беспомощности премию Американской психологической ассоциации.

## Переворот в интерпретации экспериментов
Стивен Майер после работы с Селигманом стал нейрофизиологом и изучал структуры мозга. В 2000-х годах он провёл серию экспериментов, повторяющих их с Селигманом эксперименты 1960-х годов, с использованием инструментальных методов исследования, не существовавших в 1960-х годах. Он анализировал активность разных структур мозга и выяснил, что животные обучались или не обучались контролю, а не беспомощности. Из этого он сделал вывод, что выученной является не беспомощность, но контроль, её противоположность. Беспомощность же представляет собой начальное состояние и постепенно преодолевается с развитием личности при усвоении идеи о возможности контроля.
Майер встретился с Селигманом, который согласился с выводами бывшего коллеги и описал эксперименты 2000-х годов как переворот концепции «с головы на ноги», и в современной психологии концепция выученной беспомощности отвергнута как ошибочная. Пассивность является базовым, естественным состоянием для животных из-за серотониновой активности ядра дорсального шва, и она может быть преодолена активностью медиальной префронтальной коры.
По современным представлениям, и в ходе эволюции видов, и в ходе индивидуального развития индивидов вырабатываются поведенческие и когнитивные навыки контроля внешних обстоятельств. При этом в ходе эволюции функции контроля появились сравнительно недавно. В мозге человека преодоление негативных эффектов реализуется в префронтальных зонах больших полушарий головного мозга. Они обеспечивают формирование надстроечных нейронных структур, которые обеспечили новый уровень регуляции реакций индивида.

## Контроль и его влияние на здоровье престарелых
Изучение беспомощности, контроля и их влияния на психику человека продолжили в 1976 году психологи Эллен Джейн Лангер и Джудит Роден, проведя ставшее впоследствии знаменитым исследование в доме престарелых Арден-Хаус в штате Коннектикут.
Для проведения исследования Лангер и Родин случайно выбрали две группы престарелых добровольцев, которые стали участниками эксперимента. Таким образом в первую экспериментальную группу вошло 8 мужчин и 39 женщин, во вторую контрольную группу — 9 мужчин и 35 женщин, всего 91 человек.

#### Ход эксперимента
Экспериментаторы договорились с администрацией заведения о двух типах экспериментальных условий. Вкратце их можно описать так: первой группе добровольцев предоставлялась увеличенная ответственность за себя и свой образ жизни, второй группе добровольцев оставляли возможность вести обычный для пациентов дома образ жизни, в окружении внимания и заботы персонала.
Второй группе на первом собрании дали стандартную инструкцию:

Мы хотим, чтобы ваши комнаты выглядели как можно уютнее и постараемся всё для этого сделать. Мы хотим, чтобы вы чувствовали себя здесь счастливыми, и считаем себя ответственными за то, чтобы вы могли гордиться нашим домом престарелых и быть здесь счастливы… Мы сделаем всё, что в наших силах, чтобы помочь вам… Я хотел бы воспользоваться возможностью и вручить каждому из вас подарок от Арден-Хауса (служащая обошла всех и вручила каждому пациенту по растению), теперь это ваши растения, они будут стоять у вас в комнате, медсёстры будут поливать их и заботиться о них, вам самим ничего не нужно будет делать.
— Rodin J., Langer E. Long-term effects of a control relevant intervention with the institutionalized aged.
Первой группе было сказано следующее:

Вы сами должны решить, как будет выглядеть ваша комната, хотите ли вы оставить там всё как есть или желаете, чтобы наши служащие помогли вам переставить мебель… Вы сами должны сообщить нам свои пожелания, рассказать, что именно вы бы хотели изменить в своей жизни. Кроме того, я хотел бы воспользоваться нашей встречей, чтобы вручить каждому из вас подарок от Арден-Хауса. Если вы решите, что вы хотите завести растение, то можете выбрать то, которое вам понравится, из этого ящика. Эти растения ваши, вы должны содержать их и заботиться о них так, как считаете нужным. На следующей неделе два вечера, во вторник и в пятницу, мы будем демонстрировать фильм. Вам нужно решить, в какой именно день вы пойдёте в кино и хотите ли вы вообще смотреть фильм.
— Rodin J., Langer E. Long-term effects of a control relevant intervention with the institutionalized aged
Таким образом первой экспериментальной группе была предоставлена возможность делать выбор и контролировать ситуацию по различным жизненным вопросам. Второй контрольной группе было сказано как будто то же самое, однако из сообщения было понятно, что большинство решений, касающихся их жизни будут принимать не они, а руководство. Эксперимент длился 3 недели, в течение которых администрация и персонал дома престарелых чётко придерживались заявленной политики. По истечении трёх недель среди пациентов были проведены опросы, измеряющие удовлетворённость собственной жизнью, кроме того медперсонал получил опросники по активности, общительности, общему тонусу, питанию и привычкам пациентов. Также замерялось, сколько испытуемых из каждой группы решили посмотреть фильм, а сколько из них решили поучаствовать в несложном соревновании (угадать количество конфет в большой банке).

#### Результаты
Различия между двумя группами оказались экспериментально значимыми. Так, отрицательный средний уровень счастья −0,12 у второй группы противопоставлялся средней оценке +0,28 у первой группы (по личным сообщениям пациентов). Изменение состояния пациентов по оценкам медсестёр у экспериментальной группы показало +3,97 (улучшение) против −2,39 (ухудшение) у контрольной. Значительно различалось также время, потраченное на общение с другими пациентами, беседы с персоналом, а также пассивное наблюдение за персоналом (последний критерий показал −2,14 у экспериментальной группы против +4,64 у контрольной).
Оценки фактического поведения жильцов также подтвердили предположение о позитивном воздействии контроля и возможности влиять на свою жизнь. Большее число участников экспериментальной группы посмотрели кинофильм и поучаствовали в игре на отгадывание (10 против 1). Сделанный исследователями вывод гласил, что некоторые негативные явления, сопутствующие старению (потеря памяти, снижение тонуса), вероятно, связаны с утратой возможности контролировать собственную жизнь, а значит, их можно предотвратить, вернув пожилым людям право принимать решения и чувствовать свою компетентность.

#### Продолжение наблюдений
Через полгода после исследования Лангер и Родин вернулись в Арден-Хаус, чтобы произвести ещё один замер и выяснить, продолжается ли экспериментальное действие. Оценки медсестер показали, что испытуемые из группы с увеличенной ответственностью продолжают находиться в лучшем состоянии: общая средняя оценка для них составляла 352,33 против 262,00 у контрольной. Также были отмечены небольшие улучшения здоровья у экспериментальной группы и ухудшения у контрольной. И наконец, за интервал времени, прошедшего с момента первого исследования, 30 % участников контрольной группы умерло, тогда как из числа участников экспериментальной ушло из жизни 15 %. На основании полученных результатов администрация Арден-Хауса приняла решения и дальше поощрять стремление пациентов к контролю за собственной жизнью.
Последующие исследования престарелых другими психологами позволили также предположить, что в жёстких условиях невозможности выбирать пожилые пациенты могут проявлять саморазрушительное поведение (отказываться от еды и лекарств), так как это единственное, что они ещё могут выбирать.

## Влияние контроля на тревожность
В других экспериментах было выявлено влияние контроля (и его отсутствия) и на другие аспекты психического состояния человека. К примеру, даже переполненный лифт субъективно воспринимается как более свободный и вызывает меньшую тревогу у тех пассажиров, которые стоят ближе к контрольной панели. В другом исследовании две группы испытуемых должны были решать задачи при сильном шуме. Одна из них никак не могла влиять на шум, другой же было сказано, что они смогут отключить звук в любой момент, но их просят не выключать, если они ещё могут терпеть его. Вторая группа справилась с заданиями значительно успешнее.